# Гути
Хосе Мария Гутиерес Ернандес (роден на 31 октомври 1976 г., в Мадрид), по-добре познат във футбола като Гути, е бивш испански футболист, който е играл само за два отбора – Реал Мадрид и Бешикташ.
Записва 542 официални мача и 77 гола за Реал Мадрид в периода 1995 – 2010 година. Има 14 мача с националната фланелка на Испания от 1999 до 2005 година, но не постига нищо впечатляващо и така и не участва на голямо първенство с националния отбор. За всички тези години на „Бернабеу“ Гути печели цели 15 трофея, което прави средно по купа на сезон – 5 титли на Ла Лига (1997, 2001, 2003, 2007, 2008), 4 суперкупи на Испания (1997, 2001, 2003, 2008), 3 ШЛ (1998, 2000, 2002), 1 суперкупа на Европа (2002), 2 световни клубни титли (1998, 2002).

## Успехи

### Клубни
Реал Мадрид
- Примера дивисион (5): 1996/97, 2000/01, 2002/03, 2006/17, 2007/08
- Суперкупа на Испания (4): 1997, 2001, 2003, 2008
- Шампионска лига (3): 1997/98, 1999/00, 2001/02
- Суперкупа на УЕФА – (1): 2002
- Световно клубно първенство – (2): 1998, 2002

Бешикташ
- Купа на Турция (1): 2010/11